# Арбітражні угоди
Арбітражні угоди: 
1. Укладені на біржових торгах торговельні двосторонні угоди, спрямовані на досягнення прибутків за рахунок різниці у цінах на біржах, завдяки різниціу цінах (коливання цін) у різні строки поставок (відправлень, відвантажень) товарів.
2. Обмінні операції з різними акціями (акції з однією ціною на акції з іншою ціною) з метою одержання прибутку за рахунок різниці у цінах.